# AGS JH23
Az AGS JH23 egy Formula–1-es versenyautó, amelyet az AGS csapat tervezett és versenyeztetett az 1988-as Formula–1 világbajnokság során. Egyetlen autójukat Philippe Streiff vezette. Az 1989-es idény java részét is ezzel az autóval teljesítették, JH23B néven, ezt Joachim Winkelhock, Yannick Dalmas és Gabriele Tarquini vezették.

## Áttekintés
1988-ban a turbókorszak utolsó évében járt a sportág. Ugyan az AGS az előző évi autó továbbfejlesztését mutatta be, és ugyanúgy Ford-Cosworth DFZ motorok hajtották őket, a turbók leszabályozása és a jó saját motor miatt alapvetően nem teljesítettek rosszul. Streiff az összes versenyre kvalifikálni tudott, Monacóban tizenkettedikként, Kanadában pedig tizedikként is - utóbbi esetben ugyan kiesett a futamról, de a negyeidk helyért csatázott Nelson Piquet Lotusával. Streiff sajnos több versenyen kiesett, ahol közel kerülhetett volna a pontszerzéshez, a legjobb eredményük egy nyolcadik hely volt a japán nagydíjon. Ez azt is jelentette, hogy az idényt nulla ponttal zárták - a tempó egyértelműen megvolt, a megbízhatósággal azonban gondok voltak, és hátrány volt az is, hogy csak egy autóval neveztek.
1989-re az autót átalakították, és immár egy eggyel erősebb, Ford-Cosworth DFR motort helyeztek bele. Két autóval neveztek, az egyiket Streiff vezette volna, a másikat pedig a túraautós kategóriákból érkező Joachim Winkelhock. A szezon előtti teszteken azonban Streiff hatalmas balesetet szenvedett Brazíliában, és olyan súlyosan megsérült, hogy kerekesszékbe kényszerült. A helyére Imolától Gabriele Tarquinit ültették. Gondot okozott még a csapat számára, hogy a mögöttük álló Bouygues vállalat, amely szponzorálta őket, hirtelen kihátrált mögülük, a csapatot egy másik tulajdonos vette meg, aki elküldte az addig az autók tervezéséért felelős Christian Vanderpleyn-t.
Winkelhock és a később a helyére ülő Yannick Dalmas egyszer sem tudták még a prekvalifikációt sem teljesíteni. Tarquini azonban az autóval szerzett egy pontot Mexikóban. Az idény második felében végül a JH24 váltotta ezt a modellt.

## Eredmények
| Év   | Kasztni | Motor        | Gumik | Pilóták            | 1   | 2   | 3   | 4   | 5   | 6   | 7   | 8   | 9   | 10  | 11  | 12  | 13  | 14  | 15  | 16  | Pontok | Helyezés |
| ---- | ------- | ------------ | ----- | ------------------ | --- | --- | --- | --- | --- | --- | --- | --- | --- | --- | --- | --- | --- | --- | --- | --- | ------ | -------- |
| 1988 | JH23    | Cosworth DFZ | G     |                    | BRA | SMR | MON | MEX | CAN | DET | FRA | GBR | GER | HUN | BEL | ITA | POR | ESP | JPN | AUS | 0      | -        |
| 1988 | JH23    | Cosworth DFZ | G     | Philippe Streiff   | KI  | 10  | KI  | 12  | KI  | KI  | KI  | KI  | KI  | KI  | 10  | KI  | 9   | KI  | 8   | 11  | 0      | -        |
| 1989 | JH23B   | Cosworth DFR | G     |                    | BRA | SMR | MON | MEX | USA | CAN | FRA | GBR | GER | HUN | BEL | ITA | POR | ESP | JPN | AUS | 1      | 15.      |
| 1989 | JH23B   | Cosworth DFR | G     | Philippe Streiff   |     |     |     |     |     |     |     |     |     |     |     |     |     |     |     |     | 1      | 15.      |
| 1989 | JH23B   | Cosworth DFR | G     | Gabriele Tarquini  |     | 8   | KI  | 6   | 7   | KI  | KI  |     | NPK |     |     |     |     |     |     |     | 1      | 15.      |
| 1989 | JH23B   | Cosworth DFR | G     | Joachim Winkelhock | NPK | NPK | NPK | NPK | NPK | NPK | NPK |     |     |     |     |     |     |     |     |     | 1      | 15.      |
| 1989 | JH23B   | Cosworth DFR | G     | Yannick Dalmas     |     |     |     |     |     |     |     | NPK | NPK | NPK |     |     |     |     |     |     | 1      | 15.      |

## Forráshivatkozások
1. ↑  Az AGS-sztori… (magyar nyelven). Napi F1 sztori, 2020. április 3. (Hozzáférés: 2025. február 19.)